# Jan Granat
Jan Edward Granat (ur. 15 lipca 1947 w Kroczycach) – polski urzędnik służby cywilnej i ambasador tytularny; konsul generalny RP w Lipsku (1998–2003), Hamburgu (2005–2007) i Charkowie (2010–2014).

## Życiorys
Jan Granat ukończył Szkołę Główną Planowania i Statystyki w Warszawie, gdzie także pracował naukowo. Specjalizował się w stosunkach polsko-niemieckich, problematyce wspólnot europejskich i transportu.
W 1972 rozpoczął pracę w Ministerstwie Spraw Zagranicznych jako starszy referent. W Warszawie pełnił funkcje m.in. naczelnika Wydziału Organizacji Pracy w Departamencie Konsularnym, wicedyrektora Akademii Dyplomatycznej, dyrektora Sekretariatu Ministra i dyrektora generalnego MSZ, kierownika referatu kontroli wewnętrznej w Biurze Kontroli i Audytu w MSZ. Na placówkach był attaché we wschodnim Berlinie (1972–1976) i pracownikiem ambasady PRL w Wiedniu (1980–1989). Kierował wydziałem konsularnym polskiej Misji Wojskowej w Berlinie Zachodnim (1989–1990), a od 1990 do 1996 ambasady RP w Berlinie. Trzykrotnie był konsulem generalnym: w Lipsku (1998–2003), Hamburgu (2005–2007) i Charkowie (2010–2014).
Jako konsul w Niemczech odpowiadał m.in. za reaktywację Towarzystwa Szkolnego „Oświata” w Berlinie i tworzenie punktów nauczania języka polskiego w Saksonii i w Turyngii, nadanie w Lipsku jako patrona ulicy gen. Henryka Dąbrowskiego, remont Muzeum Kraszewskiego w Dreźnie.
W 2011 otrzymał tytuł honorowego obywatela Charkowa w uznaniu zasług za pomoc w organizacji Mistrzostw Europy w Piłce Nożnej 2012.
Z żoną ma dwójkę dzieci: Paulinę i Krzysztofa.